# Areolă mamară
Areola mamară (lat. areola mammae) este o arie tegumentară circulară amplasată în partea apicală a sânului, în jurul mamelonului, puțin proeminentă, având un diametru între 1,5-2,5 cm. Pielea areolei este mai pigmentată decât regiunea aferentă: de culoare roză, la fetele virgine și la femeile nulipare (care nu născuse), până la castaniu, la femeile care au născut. Totuși, intensitatea pigmentației manifestă caracteristici individuale.
Areola mamară este prezentă doar la specia umană, lipsind la celelalte mamifere.

## Morfologie
Areola este situată în partea cea mai proeminentă a sânului și are un diametru de 2,5-3 cm. La multipare areola este mai pigmentată și are un diametru de 3-5 cm. Culoarea areolei variază în dependență de rasă, vârstă, stare fiziologică, sarcină de la un roz-pal până la o culoare brună închis.

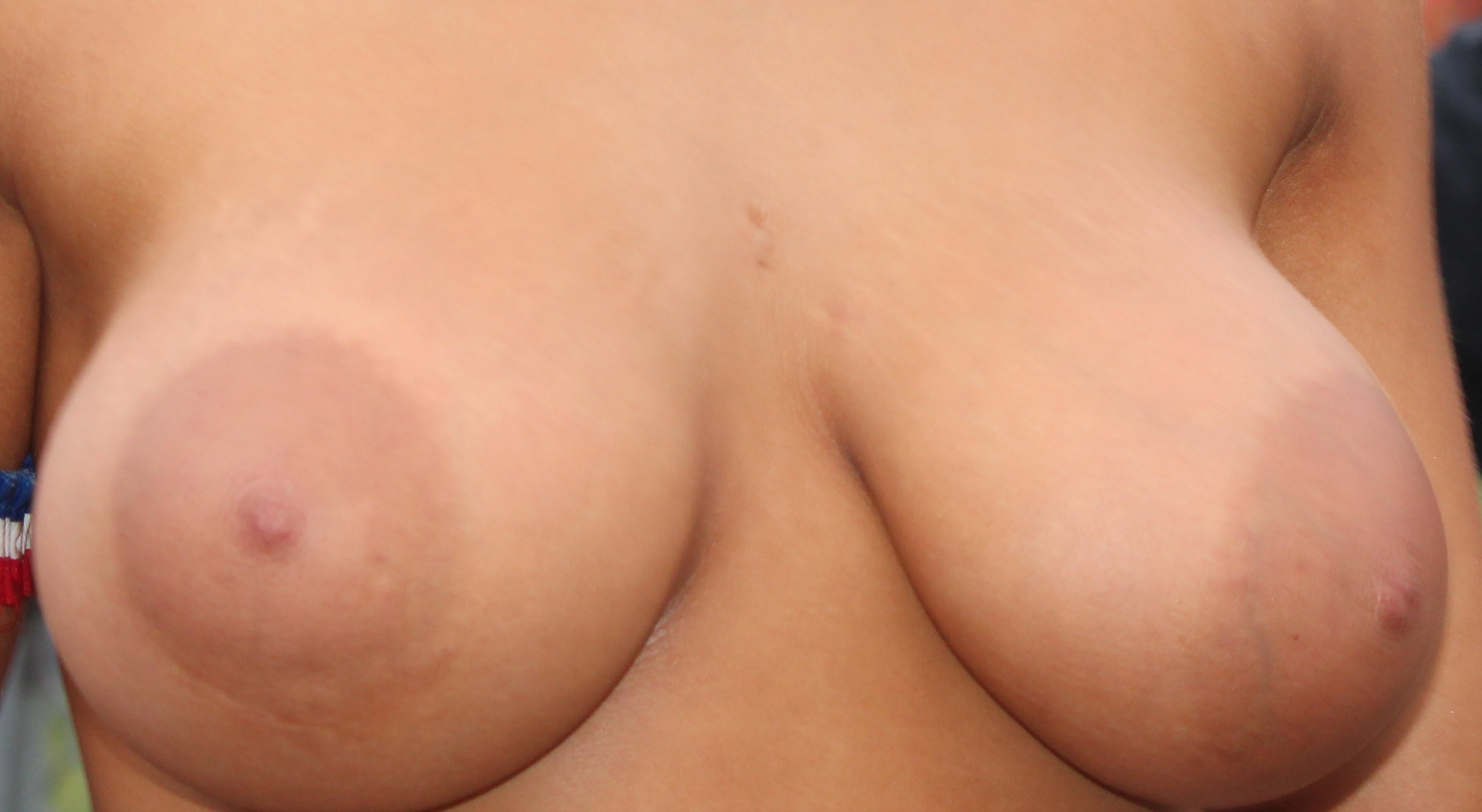
Areolă mamară

Areola prezintă trei categorii de glande. În primul rând, și cele mai evidente, sunt tuberculii Morgagni, care reprezintă 10-15 proeminențe tegumentare neregulate, glande sebacee bine dezvoltate. Tuberculii Morgagni, fiind amplasați la suprafața areolei, sub formă de noduli multipli, ocupă straturile superficiale ale tegumentului. În timpul sarcinii aceștia hipertrofiază, fiind denumiți tuberculii Montgomery. Al doilea tip, glandele tubulare sebacee sunt situate între piele și mușchiul areolar. Glandele mamare accesorii, apocrine, numite glande areolare, al treilea tip de glande, sunt structuri de tranziție între glandele sudoripare ale areolei și lobii glandei principale. Spre deosebire de restul tegumentului al sânului, glandele sudoripare lipsesc la nivelul areolei.
Sub tegument, în profunzime, zona areolara este dublata de un strat de fibre musculare netede circulare și radiare. mușchiul subareolar are o grosime de 1,5-2 mm la nivelul bazei mamelonului și reducându-se spre marginea areolei. Fascicolele musculare sunt aranjate circular, formând un inel muscular la baza mamelonului. Aceste fibre sunt intersectate de fibrele musculare radiare. Mușchiul mamelono-areolar se contractă sub diferite influențe: frig, atingere, în timpul lactației, excitației sexuale și în unele stări psihologice.

## Funcție

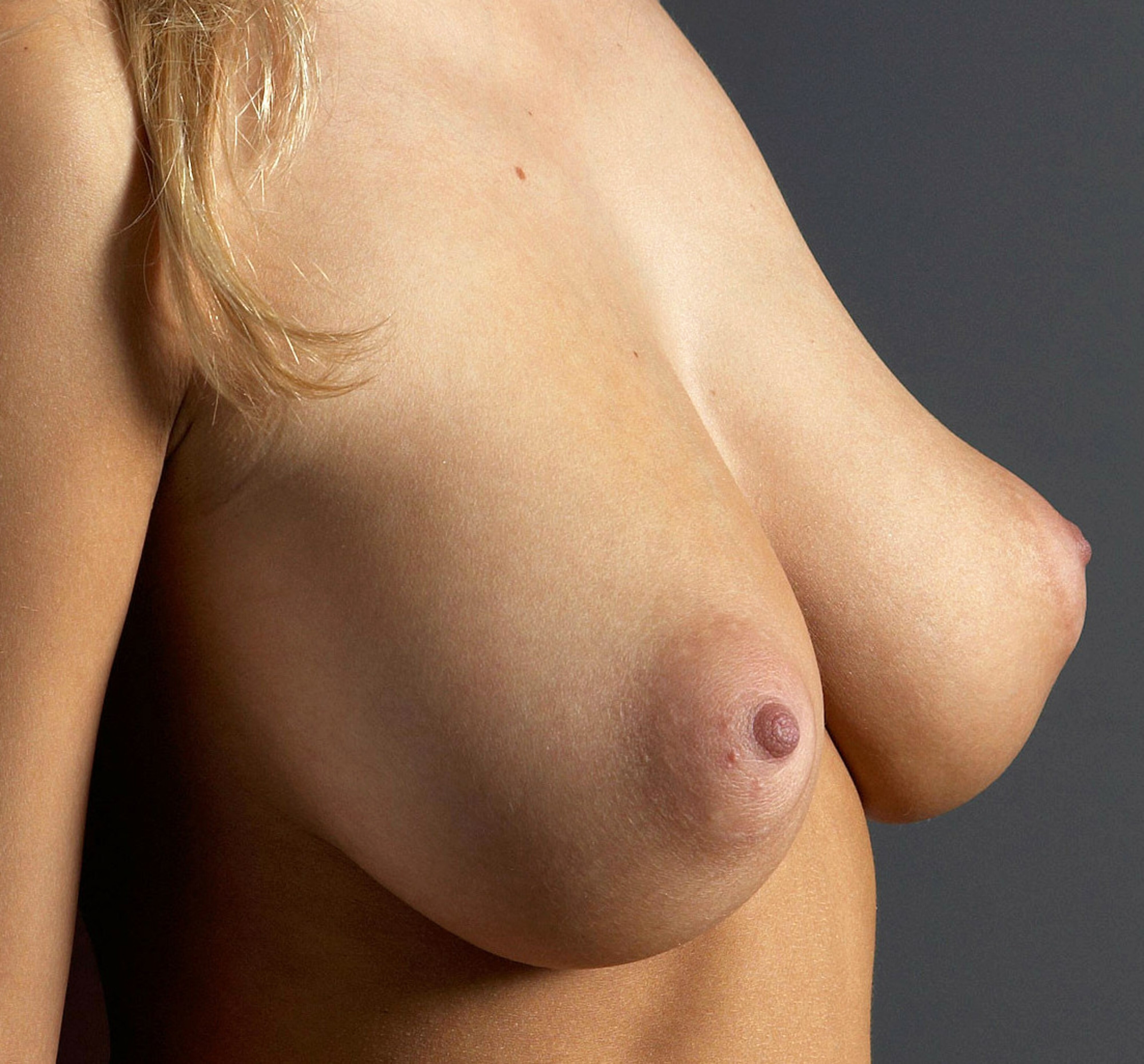
Vedere laterală

### Sarcina și lactația
În perioada a II-a a sarcinii, glandele sebacee, tuberculii Morgagni, și unele mici glande mamare rudimentare, apocrine (Glandulae areolares), din areolă se hipertrofiază remarcabil, luând numele de tuberculii Montgomery. Acești tuberculi posedă o culoare închisă, însă gradul de pigmentare diminuă după inițierea lactației.
În timpul sarcinii, pigmentarea areolei se accentuează, obținând o culoare galben-brună sau chiar brună închisă. În același timp, în jurul ei apare o areola secundară cu o nuanță mai deschisă și cu zonă neuniform pigmentată. După naștere gradul de pigmentare se diminuă, fără însă să mai revină la culoarea inițială.
Mușchiul areolar acționează asupra canalelor galactofore în timpul suptului, favorizând eliminarea laptelui.

### Activitatea secretorie
Secreția glandelor sebacee (tuberculii Montgomery și glandelor mamare rudimentare) umectează și unge pielea areolei și mamelonului, protejând-o de macerare în timpul suptului. Glandele sebacee areolare secretă o substanță cu proprietăți lubrifiante care previne uscarea și apariția fisurilor și microtraumatismelor pe suprafața mamelono-areolară, în timpul alăptării.

### Excitația sexuală

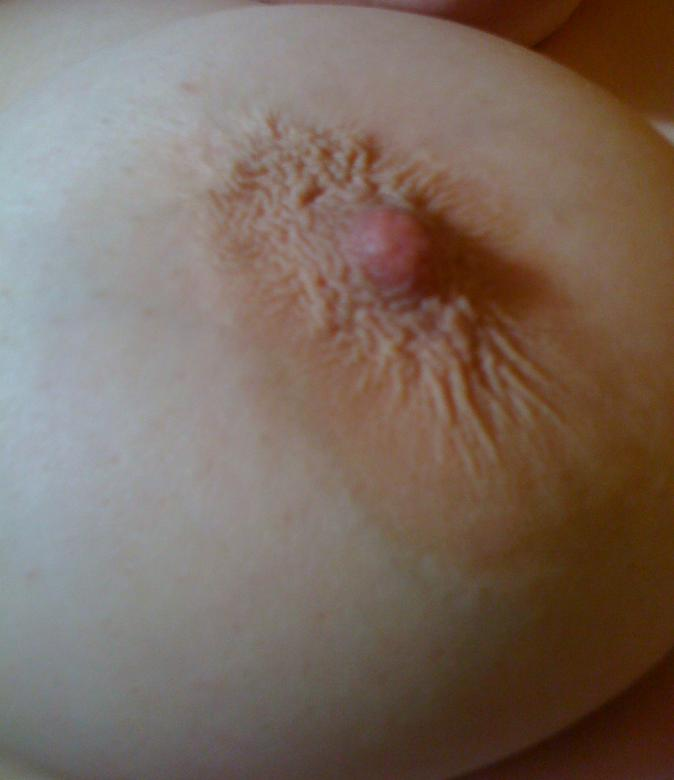
Areolă cutată în rezultatul excitației

În timpul excitației sexuale, fibrele musculare netede radiare și circulare de sub tegumentul areolei se contractă, provocând cutarea (formarea ridurilor) pielii areolei și erecției mamelonului. Contracția mușchilor mamelono-areolari poate să se manifeste la acțiunea diferitor stimuli: frig, lactației, atingere, mângâiere și sărut. Contracția mușchilor mamelono-areolari determină încrețirea fibrelor musculare perimamelonare, compresia bazei mamelonului și erecția sa (proiecția anterioară a mamelonului - thelotism).

## Legături extern
- Handîbu, Enkeleida. O scurtă introducere în anatomia sânului. Arcadia – Spitale și Centre Medicale, 13 februarie 2018.
- Spock, B. Îngrijirea sugarului și a sugarului. Ediția IX.  București: Sian Books, 2014. 992 p. ISBN 978-606-8657-18-9